# باول كوستا
باول كوستا (بالإنجليزية: Paul Costa)‏ هو سياسي أمريكي، ولد في 1960 في بيتسبرغ في الولايات المتحدة. حزبياً، نشط في الحزب الديمقراطي. وقد انتخب عضو مجلس نواب بنسيلفانيا.